# Los domingos mueren más personas
Los domingos mueren más personas es una película de comedia dramática de 2024, escrita y dirigida por Iair Said, quien también la protagonizó junto a Rita Cortese, Juliana Gattas y Antonia Zegers. Se estrenó en el Festival de Cannes el 20 de mayo de 2024; tiene previsto su estreno en cines de Argentina para el 7 de noviembre de 2024, con distribución de Star Distribution.

## Trama
David, un joven judío de clase media, corpulento, homosexual y con miedo a volar, vuelve a Buenos Aires desde Europa, por el fallecimiento de su tío. En este regreso, David se entera de que su madre ha decidido desconectar el respirador de su padre, lo único que lo mantiene vivo desde hace años. David oscilará entre la convivencia íntima con su madre, enajenada por el dolor de la inminente pérdida de su marido y una voracidad por llenar su angustia existencial, ocupando sus horas aprendiendo a manejar, yendo a especialistas más baratos que en Europa, e intentando tener sexo con cualquier hombre que le demuestre un poco de afecto.

## Reparto
- Iair Said como David
- Rita Cortese como Dora
- Juliana Gattas como Elisa
- Antonia Zegers como Silvia

## Producción
En 2022, el proyecto de largometraje Los domingos mueren más personas recibió el apoyo del programa Ibermedia en su convocatoria de ese año. En mayo de 2023, se anunció que el rodaje de la película final, escrita y dirigida por Iair Said, había concluido el día 19 de ese mes, y que Said protagonizaría la cinta junto a Rita Cortese, Juliana Gattas y Antonia Zegers.

## Lanzamiento y marketing
En abril de 2024, se anunció que Los domingos tienen más personas tendría su estreno mundial en el programa ACID del Festival de Cannes el 20 de mayo de 2024. Más adelante en 2024, la película fue incluida en la sección de "Horizontes Latinos" del Festival Internacional de Cine de San Sebastián.
En Argentina, Star Distribution adquirió los derechos de distribución en Argentina y en julio de 2024 programó su estreno para el 7 de noviembre de 2024, aunque en un principio su fecha fue erróneamente reportada como el 31 de octubre de 2024. En septiembre de 2024, Star Distribution lanzó el tráiler final de la película en Argentina.